# ジョセフ・ゴーグエン

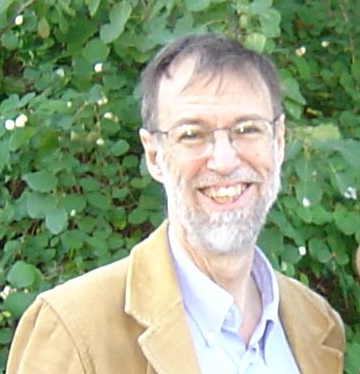
ジョセフ・ゴーグエン。2004年撮影。

ジョセフ・アマディ・ゴーグエン（Joseph Amadee Goguen、1941年6月28日 - 2006年7月3日）は、アメリカ合衆国の計算機科学者。

## 人物・来歴
彼はカリフォルニア大学サンディエゴ校の計算機科学・工学部門に所属する計算機科学の教授、「Journal of Consciousness Studies」の編集長であった。
彼はチベット仏教の信奉者で、チョギャム・トゥルンパの弟子であった。1970年代後半から、1980年代はじめにかけて、コロラド州ボルダーにトゥルンパが設立したナロパ・インスティテュート（後のナロパ大学（Naropa University）の前身）で、科学分野の教員を務めていた。

## 研究領域
ゴーグエン の研究領域は以下のとおり多岐にわたり、
- プログラミング言語OBJファミリーの開発
- プロダクト・ファジィ論理[1]
- 計算機科学における圏論の応用[2]
- ソフトウェア工学
- ファジィ論理
- 代数的意味論(algebraic semantics)
- ユーザインタフェース設計
- 代数的記号論
- 計算や情報の哲学
- 形式手法（特に、隠れ代数（hidden algebra）定理証明）
- 二項関係に基づくプログラミング
- 関数プログラミング
- （計算機科学における）institution概念

などに取り組んでいた。彼は1997年に、「Tossing Algebraic Flowers Down the Great Divide (大分水嶺に代数の花を放る)」と題した、その時点までの自分の仕事を回顧する文章を発表している。

## 経歴
- 1963年 - ハーバード大学にて学士号（数学）を取得
- 1968年 - カリフォルニア大学バークレー校にてPh.D.（数学）を取得
- 1979年 - カリフォルニア州メンローパークのSRIインターナショナル
- 1988年 - オックスフォード大学の計算機科学研究所に就任
- 同年 - セント・アンズ・カレッジのフェローに就任
- 1996年 - カリフォルニア大学サンディエゴ校の計算機科学・工学部の教授に就任
- 2006年7月6日永眠

## 主な著作
- Goguen, J.A., "L-fuzzy sets". Journal of Mathematical Analysis and Applications 18(1):145–174, 1967.
- Goguen, J.A., "The logic of inexact concepts". Synthese 19(3/4):325–373, 1969.
- Joseph A. Goguen (1991), A Categorical Manifesto
- Goguen, J.A. (editor), Art and the Brain. Journal of Consciousness Studies, 6(6/7), June/July 1999.